# Body on Me
Body on Me è una canzone appartenente al quinto album in studio del rapper statunitense Nelly, pubblicata come secondo singolo dall'album Brass Knuckles. La canzone è in collaborazione con il rapper Akon e la cantante Ashanti. La canzone è stata registrata anche per il quarto album in studio di Ashanti, The Declaration ed è prodotta da Akon.

## Descrizione
La canzone era inizialmente il secondo singolo estratto dall'album di Ahanti, ma poi invece fu scelta come secondo singolo dall'album di Nelly. La canzone, appartenente a entrambi gli album, è stata pubblicata e concessa alla Rhythmic-Crossover & Urban radio il 9 giugno 2008 e come download digitale il 10.
Ci sono due differenti versioni di Body on Me: nella versione di Nelly il primo verso è di Ashanti e Nelly canta due versi, mentre nella versione di Ashanti invece è l'opposto: lei ha due versi e Nelly uno. Akon in entrambe le versioni canta il ritornello.
La canzone raggiunge la posizione n. 78 negli USA e la n. 58 in Canada, per poi perdere posizioni la settimana seguente a causa della focalizzazione sul singolo successivo di Nelly, Stepped on My J'z.

## Video musicale
Il video è stato girato a Las Vegas, nel Red Rock Resort Spa and Casino, e premiato venerdì 18 luglio a FNMTV.
Il video inizia con Ashanti e qualche ragazza che passano davanti a delle Ferrari, in cui dentro una è seduto Nelly, per dirigersi all'entrata del Casino. Si vedono successivamente Nelly e dei ragazzi che si avviano nell'entrata del Casino, passando tramite la "VIP Entrance". Nella scena successiva si vede Akon, che canta il ritornello in una specie di ristorante. Il video è diviso in due parti: 
- nella prima parte Nelly e Ashanti si trovano all'esterno del Casino, precisamente in una piscina.
- nella seconda invece si trovano all'interno del Casino, e nella scena finale, Ashanti sale sul palco e canta il suo verso.

## Classifiche
| Chart (2008)                         | Posizione |
| ------------------------------------ | --------- |
| Billboard Canadian Hot 100           | 57        |
| U.S. Billboard Hot 100               | 42        |
| U.S. Billboard Hot R&B/Hip-Hop Songs | 78        |
| U.S. Billboard Pop 100               | 58        |
| U.S. Billboard Hot Digital Songs     | 45        |